# Обсада на Ксеригордон
Обсадата на Ксеригордон е епизод от Народния кръстоносен поход от 1096 г., първи етап от Първия кръстоносен поход.
Събитието е без голямо стратегическо значение за окончателния резултат от похода, поради което не е подробно разглеждано и цитирано от източниците, но е предпоставка за разгрома на Народния кръстоносен поход.

## Предистория
През късната есен на 1096 г. походът на Пиер Отшелника и Готие Голтака достига не без произшествия пред стените на Константинопол. Изненадан от масовата кръстоносна реакция на Запада и притеснен от неорганизираната поклонническа тълпа в близост до столицата му, Алексий I Комнин все пак решава да посъветва водачите ѝ да не бързат и да изчакат на място останалата редовна войска на бароните. Недисциплинирани и самоуверени поради броя си, кръстоносците на Пиер и Готие грабят и безчинстват в Константинополска Тракия. В крайна сметка в началото на 1096 г. Алексий ги пропуска в Азия въпреки несъгласието на Пиер и ги разквартирува в замъка Кивотос (Витиния и Понт) недалеч от Никомедия. Попаднали в близост до омразния ислямски враг, разбойниците и простолюдието на Готие се нахвърлят на селджукските селища. Френските и германските кръстоносци обаче вече са в конфликт, който води до временното оттегляне на Пиер Пустинника. 6000 германци – лангобарди и алемани, в т.ч. 200 конни рицари, под ръководството на рицаря-авантюрист Райналд провеждат серия грабителски атаки на селджукска територия. При такава атака е зает замъкът Ксеригордон (на ок. 5 км от Никея), като малкият му турски гарнизон е разбит без усилие.

## Ход на военните действия
Истинската обсада започва само 3 дни по-късно, когато конниците на Елханес изненадват германските кръстоносци, почиващи във форта. Райналд не е подготвен от обсаждащ така бързо да стане обсаден и за бойците му не достигат припаси. Турците не предприемат решителен щурм до края на обсадата. Те познават областта и знаят, че тяхната работа ще свърши изтощението и жаждата. Ксеригордон на гръцки означава Сух и безводен... Християните са принудени да пият кръвта на ездитните и впрегатните си животни, а също така и собствената си урина. Измъчвани от запалените пожари и дъжда от турски стрели хората на Райналд издържат само 8 дни и се предават с обещанието, че преминават на страната на турците. Елханес приема да подари живота само на онези от тях, които сложат оръжие, приемат исляма и не се възпротивяват да бъдат вързани и продадени в робство. Няма точни данни колко точно от екзалтираните християнски поклонници в Ксеригордон преживяват до октомври, приели исляма, но се смята, че Райналд е сред тях. Няма данни също така някой да се е върнал жив при останалите кръстоносци на Готие Голтака.

## Последвали събития
Самоувереността на християните расте и те решават да атакуват намиращата се на юг Никея, столица на Кълъч Арслан и Румския султанат. На това намерение се противопоставят Готие Санз Авоар, Готие дьо Тек и графът на Тюбинген, но след като не успяват да разубедят екзалтираната тълпа, са принудени да я поведат, молейки се за победа. Погрешната преценка води до поражението при Херсек и де факто до края на Народния кръстоносен поход.